# Улица Академика Алиханова
У́лица Акаде́мика Алиха́нова — улица в Москве в районе Северный Северо-Восточного административного округа Москвы.

## Происхождение названия
Проектируемый проезд № 239 переименован 6 ноября 2018 года в честь Абрама Исааковича Алиханова — советского физика, одного из основоположников ядерной физики в СССР, одного из создателей первой советской атомной бомбы, основателя Института теоретической и экспериментальной физики, академика Академии наук СССР, Героя Социалистического Труда, трижды лауреата Сталинской премии.

## Описание
Улица расположена между Долгопрудненским и Дмитровским шоссе. Справа примыкает улица Заболотье, слева — улица Мерянка.

Огибает 9-й микрорайон района Северный.

## Здания и сооружения
Все домовладения на улице числятся по Дмитровскому шоссе. За исключением дома номер 4.

## Водоёмы
С левой стороны вдоль улицы протекает река Мерянка и расположены пруды в её заболоченной пойме: Большой Южный, Центральный и Северный.

## Общественный транспорт
- Автобусы:
  - № 836, 843 — в обе стороны.
  - № 867, 867ф — только в южном направлении.